# Metabolit
Metabolit – produkt metabolizmu (przemian chemicznych zachodzących w organizmach). Metabolity to związki organiczne i nieorganiczne produkowane przez komórki. Przyjęto jednak, że określenie to nie dotyczy białek i kwasów nukleinowych. Zwykle pisząc o metabolitach ma się na myśli związki niskocząsteczkowe.
Przyjęło się (zgodnie z sugestią Kössela z 1891 r.) dzielić metabolity na pierwotne (podstawowe składniki komórek, spotykane niemal u wszystkich organizmów) i wtórne (wytwarzane tylko u pojedynczych gatunków lub grup spokrewnionych gatunków, albo tylko w niektórych tkankach lub szczególnych warunkach środowiska). Przykładami wtórnych metabolitów jest kauczuk naturalny (charakterystyczny dla kauczukowca brazylijskiego), pelargonidyna (charakterystyczna m.in. dla płatków pelargonii), tomatyna (charakterystyczna dla zielonych komórek pomidora) czy pisatyna (charakterystyczna dla komórek grochu poddanych stresowi). Wtórnym metabolitem nie jest sacharoza, ponieważ wprawdzie znaczne stężenia osiąga tylko w tkankach niektórych roślin (zwł. buraka cukrowego i trzciny cukrowej), ale w nieco niższych stężeniach występuje praktycznie we wszystkich komórkach roślinnych.
Metabolity wtórne są często środkami oddziaływania ze środowiskiem (substancje semiochemiczne) jako:
1. substancje sygnałowe – (np. wabiące owady zapylacze, zapoczątkowujące wnikanie bakterii brodawkowych do korzeni, czy alarmujące dalej położone komórki o pojawieniu się szkodnika czy patogenu),
2. substancje obronne i ochronne – (zwalczające drobnoustroje, utrwalające martwe komórki drewna, chroniące tkanki przed nadmiernym wysychaniem lub oświetleniem). Często wykazujące aktywność biologiczną i wiele poznanych znalazło zastosowanie jako leki, nutraceutyki, kosmetyki lub nawet środki owadobójcze (insektycydy).